# خافيير سافيدرا
خافيير سافيدرا (بالإسبانية: Javier Saavedra) (13 مارس 1973 في المكسيك - ) هو لاعب كرة قدم مكسيكي في مركز الوسط. شارك مع منتخب المكسيك لكرة القدم. أما مع النوادي، فقد لعب مع تايجرز أونال ونادي تشياباس ونادي نيكاكسا وأتلاتيكو إيرابواتو وسان أنتونيو سكوربيونز ونادي موريليا الرياضي وIndios de Ciudad Juárez ‏ وطوروس نيزا.

## وصلات خارجية
- خافيير سافيدرا على موقع قاعدة بيانات كرة القدم.إي يو (الإنجليزية)
- خافيير سافيدرا على موقع ناشيونال فوتبول تيمز (الإنجليزية)